# Daniel Crevier
Pour les articles homonymes, voir Crevier.
Daniel Crevier, né en 1947 à Montréal au Canada, est un chercheur en intelligence artificielle-vision robotique.

## Biographie
Daniel Crevier étudie au Massachusetts Institute of Technology (MIT) dans le domaine du génie électrique. Il en sort en 1974 avec un doctorat dans son domaine. De retour au Canada, il travaille pour Hydro-Québec à l'Institut de recherche en électricité du Québec (IREQ) et contribuer à des recherches multiples (comme celle sur les systèmes experts) et enseigne à l'Université McGill de 1978 à 1980. 
Il fonde par la suite une compagnie du nom de Coreco (pour Compagnie de recherche contractuelle) qui finit par se spécialiser dans la production de logiciels et de matériels pour la vision robotique et ce dans les domaines tant industriels que commerciaux.
Finalement, il enseigne à l'Université du Québec à Trois-Rivières et à l'École de technologie supérieure (ETS, affilié à L'UQAM).
De plus, il publie un ouvrage de vulgarisation sur l'intelligence artificielle en 1993 chez Flammarion au côté de Stephen Hawking et plusieurs autres, intitulé The Tumultuous history of the Artificial Intelligence traduit par Nathalie Bukcek À la recherche de l'intelligence artificielle.